# Wang Zheng
Wang Zheng, född 14 december 1987, är en friidrottare från Kina. Hon deltog vid olympiska sommarspelen 2008, olympiska sommarspelen 2016, olympiska sommarspelen 2020 och olympiska sommarspelen 2024.